# Хантыйский язык
Ханты́йский язы́к (рус. устар. «остя́цкий») — язык хантов — малочисленного народа Западной Сибири, живущих по бассейнам притоков Оби и Иртыша и по самой Оби в её среднем и нижнем течении. Относится к угорским языкам (обско-угорским) финно-угорской ветви уральской языковой семьи; родственен мансийскому и венгерскому языкам.
Письменность хантов — на основе кириллицы.
По данным переписи 2002 года, численность хантов составляла 28,7 тыс. человек. Основная их масса живёт в Ханты-Мансийском (кроме его западных районов, заселённых манси) и Ямало-Ненецком автономных округах (25,9 тыс. человек), остальные — на северо-западе Томской области. Численность хантов на протяжении XX века остаётся более или менее стабильной, но количество хантов, считающих хантыйский язык родным, заметно уменьшалась с годами: в 1959 их было 77 % при населении в 19 410 человек, в 1970 — 68,9 % (от 21 138 человек), а в 1989 — 60,5 %. Растёт доля хантов, владеющих русским языком (в качестве как первого, так и второго языка): 70,3 % в 1959 и 89,4 % в 1989. Перепись 2020 года показала увеличение количества носителей на 4416 человек по сравнению с 2010 годом.
Хантыйский язык является предметом изучения в начальных классах школы; издаются газеты.

## Диалекты

Диалекты хантыйского и мансийского языков:
обдорский,
приобские,
южные (иртышские),
сургутские,
восточные (ваховско-васюганские).

Хантыйский язык известен своей выраженной диалектной раздробленностью. Территориально смежные говоры и диалекты близки между собой, но крайние точки диалектного континуума имеют различия, которые исключают взаимопонимание носителей этих диалектов.
Бесспорным является выделение двух групп диалектов (наречий): западные (собственно хантыйские), подразделяемые на северные (говоры обдорской группы (обдорский) и говоры приобской группы: шурышкарский, березовский, казымский, среднеобский) и южные (иртышский, кондинский, демьянский — мёртвые диалекты), и восточные (или кантыкские — по самоназванию восточных хантов), в том числе говоры сургутской группы: тром-аганский, аганский, юганский, пимский.
Учитывая отсутствие литературной нормы и лексическое расхождение между диалектами, есть основания говорить о хантыйской подгруппе обско-угорских языков, включающей три языка: собственно хантыйский (северный), хандэйский (южный) и кантыкский (восточный).

## Письменность
Первые попытки создания письменного варианта хантыйского языка, продолжавшиеся вплоть до начала XX века, относятся к 1868, когда был издан перевод Евангелия от Матфея на берёзовско-обдорском диалекте. Письменность на основе латиницы была составлена в 1930-х годах для обдорского и казымского диалектов, а в 1937 — переведена на кириллицу. Единого литературного варианта языка не возникло; в настоящее время письменность существует на четырёх диалектах.
Суммарный хантыйский алфавит для четырёх диалектов (с 2000 года):
| А а       | Ӓ ӓ | Ӑ ӑ       | Б б | В в       | Г г       | Д д   | Е е |
| Ё ё       | Ә ә | Ӛ ӛ       | Ж ж | З з       | И и       | Й й   | К к |
| Қ қ (Ӄ ӄ) | Л л | Ԯ ԯ (Ԓ ԓ) | М м | Н н       | Ң ң (Ӈ ӈ) | Н’ н’ | О о |
| Ӧ ӧ (Ŏ ŏ) | Ө ө | Ӫ ӫ       | П п | Р р       | С с       | Т т   | У у |
| Ӱ ӱ       | Ў ў | Ф ф       | Х х | Ҳ ҳ (Ӽ ӽ) | Ц ц       | Ч ч   | Ҷ ҷ |
| Ш ш       | Щ щ | Ъ ъ       | Ы ы | Ь ь       | Э э       | Є є   | Є̈ є̈ |
| Ю ю       | Ю̆ ю̆ | Я я       | Я̆ я̆ |           |           |       |     |

| Современная кириллица | Название буквы | IPA    |
| --------------------- | -------------- | ------ |
| А а                   | а              | ɑ      |
| Ӓ ӓ                   | ӓ              |        |
| Ӑ ӑ                   | ӑ              |        |
| Б б                   | бэ             | b      |
| В в                   | вэ             | w, v   |
| Г г                   | гэ             | ɣ, ɡ   |
| Д д                   | дэ             | d      |
| Е е                   | е              | je, ʲe |
| Ё ё                   | ё              | jo, ʲo |
| Ә ә                   | ә              | ə̱      |
| Ӛ ӛ                   | ӛ              | ɘ      |
| Ж ж                   | жэ             | ʒ      |
| З з                   | зэ             | z      |
| И и                   | и              | i, ʲi  |
| Й й                   |                | j      |
| К к                   | кa             | k      |
| Қ қ (Ӄ ӄ)             | қa             | q      |
| Л л                   | эл             | ɫ, lʲ  |
| Ӆ ӆ (Ԓ ԓ)             | эӆ             | ɬ      |
| М м                   | эм             | m      |
| Н н                   | эн             | n, nʲ  |
| Ң ң (Ӈ ӈ)             | эң             | ŋ      |
| Н’н'                  | эн'            |        |
| О о                   | о              | o      |
| Ӧ ӧ (Ŏ ŏ)             | ӧ              | ø      |
| Ө ө                   | ө              | ө̱      |
| Ӫ ӫ                   | ӫ              | ɵ~ɞ    |
| П п                   | пэ             | p      |
| Р р                   | эр             | r      |
| С с                   | эс             | s,ɕ    |
| Т т                   | тэ             | t, tʲ  |
| У у                   | у              | u      |
| Ӱ ӱ                   | ӱ              | y      |
| Ў ў                   | ў              |        |
| Ф ф                   | эф             | f      |
| Х х                   | хa             | x      |
| Ҳ ҳ (Ӽ ӽ)             | ҳа             | χ      |
| Ц ц                   | цэ             | ts     |
| Ч ч                   | чэ             | tɕ     |
| Ҷ ҷ                   | ҷэ             | tʃ     |
| Ш ш                   | шa             | ʃ      |
| Щ щ                   | щa             | ɕ, ɕː  |
| Ъ ъ                   |                |        |
| Ы ы                   | ы              | ə, i   |
| Ь ь                   |                | ʲ      |
| Э э                   | э              | e      |
| Є є                   | є              |        |
| Є̈ є̈                   | є̈              |        |
| Ю ю                   | ю              | ju, ʲu |
| Ю̆ ю̆                   | ю̆              |        |
| Я я                   | я              | ja, ʲa |
| Я̆ я̆                   | я̆              |        |

## Лингвистическая характеристика

### Фонетика и фонология
В фонетике хантыйского языка выделяют 8 гласных и 18 согласных звуков (казымский диалект). Следует различать гласные первого и непервых слогов. Так, гласные первого слога — более чёткие и ясные; они могут быть долгими: а, э, о, ә, и краткими: ӓ, и, ө, у. Долгота гласного часто играет смыслоразличительную роль, например: Ас «Обь», ӓс «самка»; шанш «колено», шӓнш «спина». В непервых слогах часто встречается редуцированный сверхкраткий гласный, обозначаемый буквой ы. 

#### Согласные
|               |                  | Губно-губные | Зубные | Зубные | Ретрофлексные | Палатальные | Заднеязычные |
| Простые       | Палатализованные | Губно-губные |        |        | Ретрофлексные | Палатальные | Заднеязычные |
| ------------- | ---------------- | ------------ | ------ | ------ | ------------- | ----------- | ------------ |
| Носовые       | Носовые          | m            | n      | nʲ     | ɳ             |             | ŋ            |
| Взрывные      | Взрывные         | p            | t      |        |               |             | k            |
| Щелевые       | центральные      |              | s      | sʲ     | ʂ             |             | x            |
| Щелевые       | боковые          |              | ɬ      | ɬʲ     |               |             |              |
| Аппроксиманты | центральные      | w            |        |        |               | j           |              |
| Аппроксиманты | боковые          |              | l      |        |               |             |              |
| Дрожащие      | Дрожащие         |              | r      |        |               |             |              |

Некоторые согласные звуки не могут образовывать стечений; если при суффиксации такое недопустимое стечение должен возникнуть, то один из согласных либо выпадает, либо между ними возникает редуцированный гласный звук. Согласные с, х, ш, ӆ в положении между гласными могут озвончаться.

#### Ударение
Ударение в хантыйском почти всегда падает на первый слог; в многосложных словах могут появляться второстепенные ударения, падающие на один из нечётных слогов (чаще на третий).

### Морфология
В хантыйском отсутствует категория грамматического рода. Русским предлогам обычно соответствуют послелоги, например: Ма Ас пэла мансөм («Я к Оби пошёл»), где Ас — «Обь», а послелог пэла — «к». Для обозначения принадлежности предмета к какому-либо лицу употребляются лично-притяжательные суффиксы. Выделяют 3 числа: единственное, множественное и двойственное, например: пух мӓныс («мальчик ушёл»), пухы мӓнсаңын («мальчики (двое) ушли»), пухыт мӓнсыт («мальчики ушли»). Падежей выделяется до 11.

### Синтаксис
Обычный порядок слов в хантыйском языке — SOV (подлежащее — дополнение — сказуемое).

### Лексика
Согласно исследованию 1972 года, словарный состав хантыйского языка был следующим:
| Исконные слова                   | 30 % | Уральского происхождения                       | 5 %  |
| Исконные слова                   | 30 % | Финно-угорского                                | 9 %  |
| Исконные слова                   | 30 % | Угорского                                      | 3 %  |
| Исконные слова                   | 30 % | Обско-угорского                                | 13 % |
| Заимствования                    | 28 % | Из коми                                        | 7 %  |
| Заимствования                    | 28 % | Из самодийских языков (селькупские и ненецкий) | 3 %  |
| Заимствования                    | 28 % | Из татарского                                  | 10 % |
| Заимствования                    | 28 % | Из русского                                    | 8 %  |
| Слова неизвестного происохждения | 40 % |                                                |      |

Исследование 1975 года также предполагает наличие заимствований из тунгусо-маньчжурских языков — в основном, эвенкийского.
Основным способом словообразования является суффиксация. Глаголы в хантыйском языке, как и в других угорских, могут иметь приставки

## История изучения
Систематические изучение хантыйского языка началось в XIX веке, когда экспедицию в места проживания ханты и манси совершил венгерский исследователь Антал Регули. Однако до того русские поселенцы имели опыт общения с остяками и вогулами, с которых они собирали дань, в течение нескольких предшествующих веков; также язык интересовал православных христианских священников.
Известные хантыведы:
- Антал Регули
- Куста Карьялайнен
- Пётр Ефимович Хатанзеев
- Вольфганг Штейниц
- Николай Иванович Терёшкин
- Юлия Николаевна Русская
- Павел Кузьмич Животиков
- Андрей Данилович Каксин
- Наталья Борисовна Кошкарёва
- Валентина Николаевна Соловар

### Разработка литературной нормы
В 1898—1902 годах сбором хантыйской лексики в Сибири (Тобольск, Томск) занимался финский учёный Куста Карьялайнен.
Поскольку ко времени установления Советской власти в России письменности у коренных народов Севера не существовало, уже в 1919 г. при отделе просвещения национальных меньшинств Наркомпроса РСФСР была организована редакционная коллегия для разработки алфавитов для этих народов, а в 1922 году было принято решение о создании письменности для народностей Севера, для чего была образована специальная комиссия из представителей Наркомата национальностей, Наркомпроса, Академии наук, крупнейших языковедов и этнографов.

### Первые учебники
В начале 1921 г. Сибирский отдел народного образования, организованный 25 января 1920 г., объявил среди учителей из среды коренного населения, работавших в национальных школах, конкурс на разработку лучшего учебника на родном языке учащихся. Параллельно по решению Наркомпроса и Комитета Севера в 1925 г. начали разработку специального букваря и книги для чтения для обучения детей русскому языку, который по строю и лексике сильно отличался от хантыйского.
В 1926 г. появились первые подготовленные энтузиастами буквари на национальных языках, первоначально изготовленные вручную. В 1928—1930 гг. буквари начали выпускать типографским способом, после чего была начата планомерная работа по разработке программ и комплектов учебников на языках народов Севера для начальных школ, а также методической литературы для учителей.
В 1927/28 учебном году В. Г. Богораз-Тан и С. Н. Стебницкий составили первый русский букварь для всех школ Севера, объёмом 129 страниц. В то же время Н. И. Леонов и П. Е. Островский выпустили книгу «Наш Север» объёмом 180 страниц для туземных школ РСФСР.

### Разработка алфавита
В октябре 1929 г. Комиссия национальных языков и культур Северного факультета Ленинградского института живых восточных языков приняла Единый северный алфавит на латинице, состоявший из 32 букв, в сочетании с диакритическими знаками позволявшими передавать на письме фонемы языков северных народов. Чтобы облегчить письмо и печать, следовало сократить до минимума количество диакритических знаков, поэтому работа по упрощению алфавита продолжилась.
В декабре 1930 г. учёные представили новый проект алфавита, также латинского, из 39 букв (29 согласных, 10 гласных) с добавлением значков, обозначающих смягчение, долготу и придыхание. Он был утверждён в 1931 г. Всесоюзным Комитетом нового алфавита при Президиуме Совета Национальностей ЦИК СССР и Коллегией Наркомпроса СССР.
В то же время началось создание новых учебников на основе предложенного алфавита. В 1930 г. на обдорском говоре северной группы вышел первый хантыйский букварь «Ханты-книга», составленный учителем П. Е. Хатанзеевым.
Когда в 1932 году Президиум ВЦИК принял постановление о национально-территориальном районировании Крайнего Севера и образовании там национальных округов и районов, на Первой Всероссийской конференции по развитию языков и письменности народов Севера был утверждён проект создания национальных литературных языков для четырнадцати народностей, в том числе ханты, манси, ненцев, издания учебников и букварей на этих языках. Конференция также установила основные принципы терминологии и орфографии северных языков.
В 1933 г. вышли букварь Каргара, составленный на казымском говоре хантыйского языка, переводы первой части книги для чтения Шулева и учебника арифметики Поповой. Началось создание программно-методических материалов для учителей. В декабре 1933 г. по призыву Наркомпроса РСФСР группу студентов факультета русского языка и литературы Томского индустриального педагогического института, в том числе П. К. Животикова, направили на высшие педагогические курсы Ленинградского педагогического института им. А. И. Герцена для изучения хантыйского языка. Летом 1934 г. эти студенты отправились на преподавательскую работу. Животиков по окончании курсов был направлен в Остяко-Вогульский педагогический техникум, где преподавал русский и хантыйский языки, литературу, продолжал исследования и систематизацию хантыйского языка, создал и возглавил кружок национального творчества.
В 1933—1934 гг. вышли первые подготовленные научными сотрудниками и преподавателями Института народов Севера книги для чтения и учебники грамматики. В подготовке учебников принимали участие студенты, для которых соответствующие языки были родными. Это позволило приблизить литературную речь к живой и избежать ошибок.
В 1934 г. на совещании представителей Комитетов нового алфавита народов Севера, Наркомпроса РСФСР и Комитета Севера при Президиуме ВЦИК по вопросам развития письменности на национальных языках в Москве выявилось, что латиница создаёт трудности в использовании литературы: поскольку словарный запас языков северных народов обогащался за счёт русского, а письменность была от него оторвана, представители национальной интеллигенции поставили вопрос о переводе хантыйской письменности на кириллицу. В 1935 г. президиум Остяко-Вогульского окружного исполнительного комитета принял постановление «О переходе письменности хантыйского и мансийского алфавита на русскую основу», реализованное в феврале 1937 г.

### Выбор диалектной основы и вопросы нормализации
В 1937 г. Институт народов Севера выпустил сборник «Языки и письменность народов Севера» со статьёй В. К. Штейница, дающей морфологический очерк хантыйского языка (полноватский говор северной группы), что положило начало исследованию его диалектов. Тем не менее наличие множества диалектов осложняло создание единых учебных пособий. А. Л. Алелеков и А. Н. Баландин в отчёте «О диалектах хантыйского языка и о литературном хантыйском языке» указали, что «… созданная на основе северных диалектов учебная литература для хантыйских школ не может быть использована в школах Ваха в силу полного непонимания детьми языка северных хантов». Из 16 страниц букваря, составленного на казымском диалекте и зачитанного учащимися Больше-Ларьякской национальной школы, они поняли только 3 слова: пут — «котёл», пох — «сын», вэрэт — «сделали».
С 1937 года началось переиздание всей литературы, вышедшей ранее на северных языках. Унификация шла по средне-обскому диалекту. В 1938 г. на кириллице вышел букварь Зальцберг, а затем букварь Сухотиной, в 1939-м — первая книга для чтения. Полные комплекты учебников до 3 класса для ряда народностей были созданы в 1939—1940 гг. Осложняло создание учебников и то, что эта работа велась силами представителей коренных национальностей в Ленинградском отделении Учпедгиза, в отрыве от живого языка. Поэтому подготовка учебников в 1940 году была перенесена в Ханты-Мансийск, а за Ленинградом осталась издательская функция. С началом Великой Отечественной войны и блокады Ленинграда издание учебной литературы прекратилось.
В основу литературного языка постановлением бюро Ханты-Мансийского окружкома ВКП (б) в 1940 году был положен серединный средне-обский (казымский) диалект, однако на конференции учителей (10.07.1940 г.) было решено разрабатывать письменность и для ваховского диалекта, чтобы начать её практическое применение в 1940—1941 гг., а за методической поддержкой обратиться в Институт народов Севера. Требовалось научно-теоретическое изучение языка и его диалектов, но специалистов для этого не хватало, как и переводчиков. Окружная Комиссия по руководству созданием единого литературного хантыйского языка организовала из местной интеллигенции авторско-переводческие бригады во всех районах Ханты-Мансийского округа, в том числе в Сургуте из 5 человек, Ларьяке — из 13, Самарово — из 4, в Микояновском — из 6, в Берёзово — из 7. Задачей бригад был сбор фольклорного материала, для дальнейшего составления словарей разных диалектов. Этими материалами предполагалось дополнить уже использовавшийся во всех национальных школах округа словарь хантыйского языка Сухотиной. Исследование северных языков велось и в Ханты-Мансийском педагогическом училище, где в 1942 г. преподаватель П. К. Животиков издал «Очерк грамматики хантыйского языка».

### Язык, практика и наука
В 1947 г. в Ленинграде прошла первая Всесоюзная научная конференция по финно-угроведению, учредившая непериодическое издание «Советское финно-угроведение».
Доцент Ленинградского государственного университета А. Н. Баландин отвечал за издание в течение 1947—48 гг. словарей: хантыйско-русского, русско-хантыйского, мансийско-русского и русско-мансийского, при этом в «Справке об издании букварей на диалектах хантыйского языка» было отмечено, что Главное управление школ по решению коллегии Министерства просвещения РСФСР (14.10.1954 г.), изучило необходимость издания букварей на трёх диалектах хантыйского языка: казымском, сургутском и ваховском. Последний из диалектов изучал в 1950-е гг. Н. И. Терёшкин, завершив работу изданием «Букваря для подготовительного класса». Звуковая система, данная в букваре, однако, впоследствии была утрачена.[прояснить] Прекратились исследования этого диалекта, подготовка и издание учебников.
Учителя А. М. Обатина и Н. М. Аксарина, работавшие в Берёзовском районе Ханты-Мансийского округа, в 1954 г. подготовили к изданию букварь и учебник хантыйского языка для подготовительного класса на базе казымского диалекта. Но Министерство просвещения РСФСР, не получив от Тюменского обкома КПСС ответа на запрос о диалектной базе хантыйского языка, сняло вопрос об издании этих учебников, и Учпедгиз исключил их из плана на 1954 г. Так что к началу 1954/55 учебного года школы не были обеспечены необходимыми пособиями.
Только 6 марта 1957 года министр просвещения РСФСР Е. Афанасенко выпустил приказ «О порядке обучения детей в школах Ханты-Мансийского национального округа», рекомендовав отделению языка и литературы Академии наук СССР включить в план работы института языкознания АН СССР на 1957 г. составление рукописей двух букварей хантыйского языка, а также разработку учебных пособий для педагогических педучилищ на сургутском и ваховском диалектах. Это поручили сделать совместно с Государственным педагогическим институтом им. А. И. Герцена. Академия педагогических наук РСФСР и Институт национальных школ в 1957 г. приступили к составлению букваря на казымском диалекте и методических указаний к нему, планируя закончить работу к 1 июня того же года.
К концу 1950-х годов была разработана письменность на трёх диалектах из восьми, используемых в Ханты-Мансийском округе,: средне-обском и казымском хантыйского языка и сосьвинском мансийского языка. На этих диалектах говорили соответственно 2446, 2456 и 2481 человек в Микояновском, Берёзовском и Сургутском районах. Сургутские и Ларьякские (ваховские) ханты имели каждый свои диалекты и совершенно не понимали ни средне-обского, ни казымского диалектов. Учащиеся национальных школ этих районов вынуждены были обучаться на русском языке, так как на их диалектах так и не было создано письменности.
Таким образом, наличие диалектов в хантыйском и в мансийском языках сделало невозможным использование единых литературных языков в процессе обучения.

### Разработчики учебников хантыйского языка
- П. Е. Хатанзеев. Ханты-книга. Ленинград, 1930[19].
- Е. Р. Сухотина. Букварь. Ленинград: Учпедгиз, 1938[20].
- П. К. Животиков. «Очерк грамматики хантыйского языка» (1942)[17].
- К. Ф. Хватай-Муха, Н. М. Аксарина, Г. А. Обатина. Букварь. Издание 2-е, переработанное, под редакцией Ю. Н. Русской (на языке казымских ханты, для подготовительного класса хантыйской начальной школы). Ленинград: Просвещение, 1973. — 128 с.

## Использование языка в современности

### СМИ на хантыйском языке
Первые публикации на хантыйском языке появились в газете «Остяко-Вогульская правда» в 1934 году. С 1957 года в ХМАО выходит хантоязычная газета «Ленин пант хуват» («По ленинскому пути»), переименованная в 1991 году в «Ханты ясанг» («Хантыйское слово»). Газета выходит раз в неделю: до начала 1970-х — на 1 полосе, а после — на 4 полосах.
В Ямало-Ненецком автономном округе на хантыйском языке выходит газета «Лух авт».
Регулярное радиовещание на хантыйском языке на радио «Югория» началось в 1964 году. Хантыйские передачи длительностью 20 минут выходят по понедельникам, средам и пятницам утром, в обед и вечером. На канале «Югра» также есть аналогичная передача.
На ТРК «Югория» творческое объединение «Очаг» выпускает телепередачи на хантыйском.

### Современная культура на хантыйском языке
На языке публикуются произведения хантыйских писателей. На сургутском диалекте издаются повести Е. Д. Айпина, на казымском диалекте выпускаются произведения М. Вагатовой, М. И. Шульгина, Г. Д. Лазарева и А. М. Сенгепова, а на шурышкарском диалекте публикуются поэтические произведения Р. П. Ругина и П. Е. Салтыкова.
Этно-рок-группа «H-Ural» с 2009 г. исполняет песни на шурышкарском и среднеобском диалектах хантыйского языка.
Лариса Миляхова — хантыйская этнопевица, исполняющая традиционные песни на шурышкарском диалекте, уроженка Шурышкарского района Ямало-Ненецкого АО.
Существует хантыйская фольклорная группа «Хатл най» (руководитель — Витязева Любовь Гавриловна), коллективу в 2013 году исполнилось 25 лет. В ней дети исполняют песни на шурышкарском диалекте хантыйского языка.